# Search & Destroy
«Search and Destroy» —en español: «Buscar y destruir»— es una canción grabada por la banda de rock, 30 Seconds to Mars, para su tercer álbum This Is War. el 25 de octubre de 2010. El tema fue compuesto por Jared Leto y producido por Flood y 30 Seconds to Mars. La canción no fue planeado originalmente para el álbum porque la composición es demasiado difícil de mezclar.
El sencillo fue lanzado solo en el Reino Unido en septiembre de 2010, mientras que el sencillo digital fue lanzado el 25 de octubre de 2010.

## Música de fondo y grabación
En la canción hizo una contribución significativa de los fanes, incluyendo el canto coral, creado a partir de otras grabaciones del grupo.

## Personal
- Compositor(es) - Jared Leto
- Edición - Apocraphex Music ( ASCAP ) / Universal Music - Z Tunes, LLC (ASCAP)
- Productor Musical - Flood, Steve Lillywhite, 30 Seconds to Mars
- Grabación - Ryan Williams, Matt Radosevich en el Centro Internacional para la Promoción de las Artes y las Ciencias del Sonido, Los Ángeles, California
- Sonidistas - Tom Biller, Rob Kirwan, Jamie Schefman, Sonny Diperri
- Mezcla - Ryan Williams en Pulse Recording Studios, en Los Ángeles
- 0rquesta de cuerdas y grabación - Mike Einziger  en la Universidad de Harvard, Cambridge (Massachusetts)
- Masterización - Stephen Marcussen Masterización en Marcussen, Hollywood , Los Ángeles

## Lista de canciones
Todas las canciones son escritas por Jared Leto
CD Promocional de Reino Unido
1. «Search and Destroy» (versión radio)

## Posicionamiento en listas
| Lista                      | Mejor posición |
| -------------------------- | -------------- |
| Polish Music Charts        | 45             |
| UK Official Download Chart | 100+           |
| UK Singles Chart           | 100+           |